# Obermurach
Obermurach ist ein Ortsteil der Stadt Oberviechtach im Oberpfälzer Landkreis Schwandorf in Bayern.

## Geographische Lage
Obermurach liegt auf dem Osthang des 580 m hohen Hauserner Berges etwa 3 km südwestlich von Oberviechtach.
Der Hauserner Berg ist einer der Granitfelsen im Oberviechtacher Granitbecken.
Er wird von der Burgruine Haus Murach gekrönt, die die Keimzelle des
Ortes Obermurach war.

## Geschichte
Zunächst gab es kein eigenständiges Dorf Obermurach, sondern die Ansiedlung bestand aus der Burg Schloss Murach und den dazugehörigen Gebäuden. Erst 1805, als die Burg als Steinbruch genutzt wurde, ließ der Posthalter von Neunburg, der die Burg gekauft hatte, auf dem flacheren Osthang Häuser bauen, die er einzeln verkaufte. Dadurch entstand die Gemeinde Obermurach.
Zum Stichtag 23. März 1913 (Osterfest) wurde Obermurach als Teil der Pfarrei Oberviechtach mit 29 Häusern und 148 Einwohnern aufgeführt.
Am 31. Dezember 1990 hatte Obermurach 129 Einwohner und gehörte zur Pfarrei Oberviechtach.